# Mushin (Lagos)
Mushin é uma área de governo local do estado de Lagos, na Nigéria.  Está localizada 10 km ao norte do núcleo da cidade de Lagos, ao lado da estrada principal para Ikeja, e é em grande parte uma área residencial congestionada com saneamento inadequado e habitação de baixa qualidade. Tinha 633.009 habitantes no Censo de 2006.

## Infra-estrutura e demografia
Após a independência da Grã-Bretanha 1960, não houve grandes migrações para as áreas suburbanas. Isto levou à superlotação intensiva. Como resultado, a falta de saneamento e habitação inadequada levou a más condições de vida. No entanto, desde o surgimento da industrialização na Nigéria, Mushin tornou-se um dos maiores beneficiários da expansão industrial. Seus locais de empresas comerciais incluem fiação e tecelagem de algodão, fabricação de calçados, bicicletas e montagem de ciclo motorizado, juntamente com a produção de leite em pó. Uma vez que é uma grande parte da receita na Nigéria, a agricultura tem também um grande mercado central.
A cidade tem um hospital, boas instalações educacionais que atingem o nível do ensino secundário. Mushin situa-se no cruzamento de estradas de Lagos, Shomolu e Ikeja. A maioria de seus habitantes são das tribos iorubás e como resultado iorubá é a língua falada mais comum.